# 加入道山
加入道山（かにゅうどうやま）は、神奈川県足柄上郡山北町と山梨県南都留郡道志村の境にある標高1418.4mの山である。丹沢大山国定公園に属す。
西丹沢の奥地にある山なので登山者は少ない。登山路は西丹沢ビジターセンター（旧西丹沢自然教室）より犬越路と大室山、または白石峠を経由するルートが一般的であるが、道志みち側から登るルートも何本かある。展望はほとんど無く、ベンチが数台設置されているだけの静かな山頂である。また山頂付近には避難小屋（無人･トイレ無）がある。

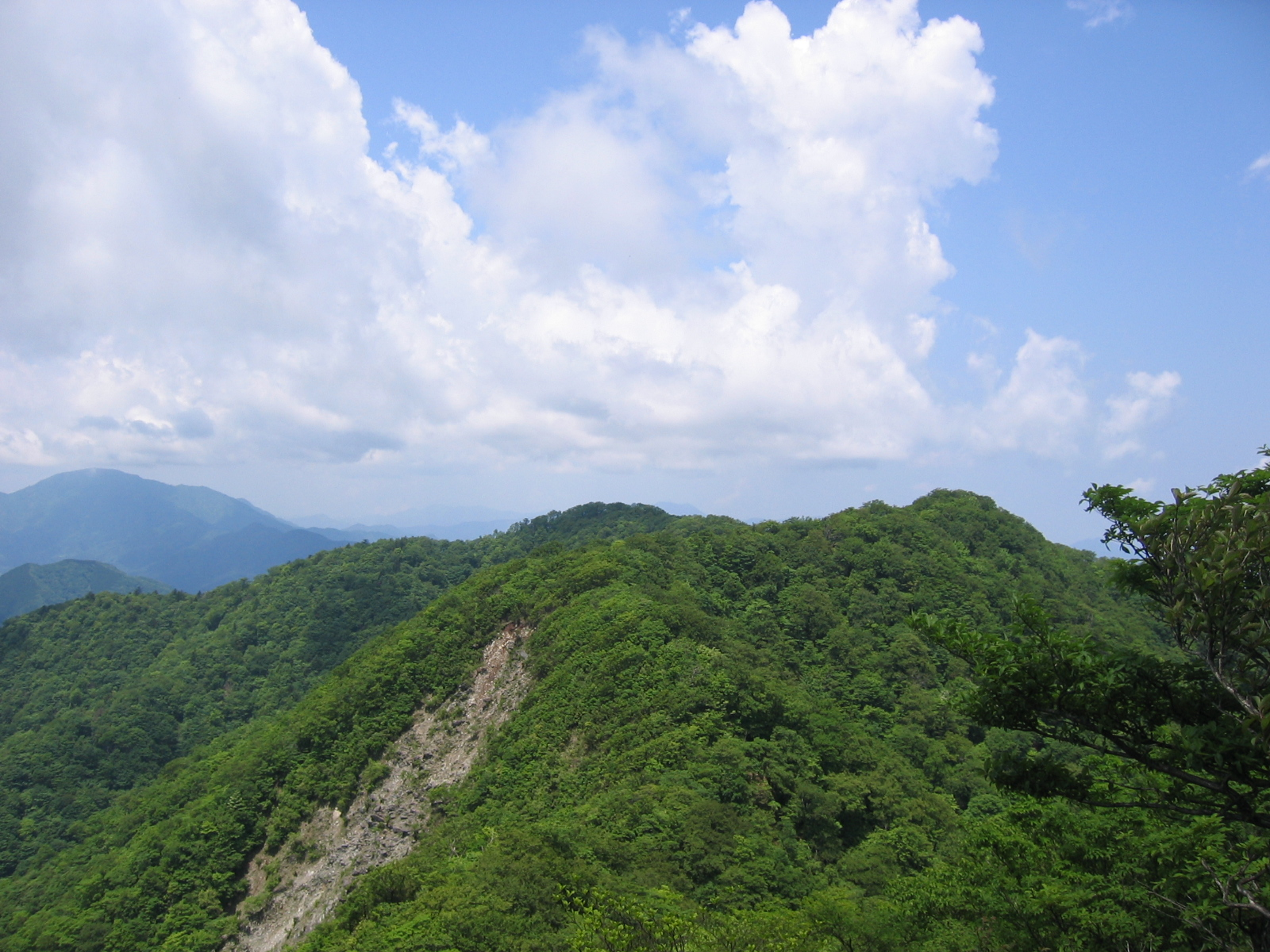
東側の破風口付近から山頂部
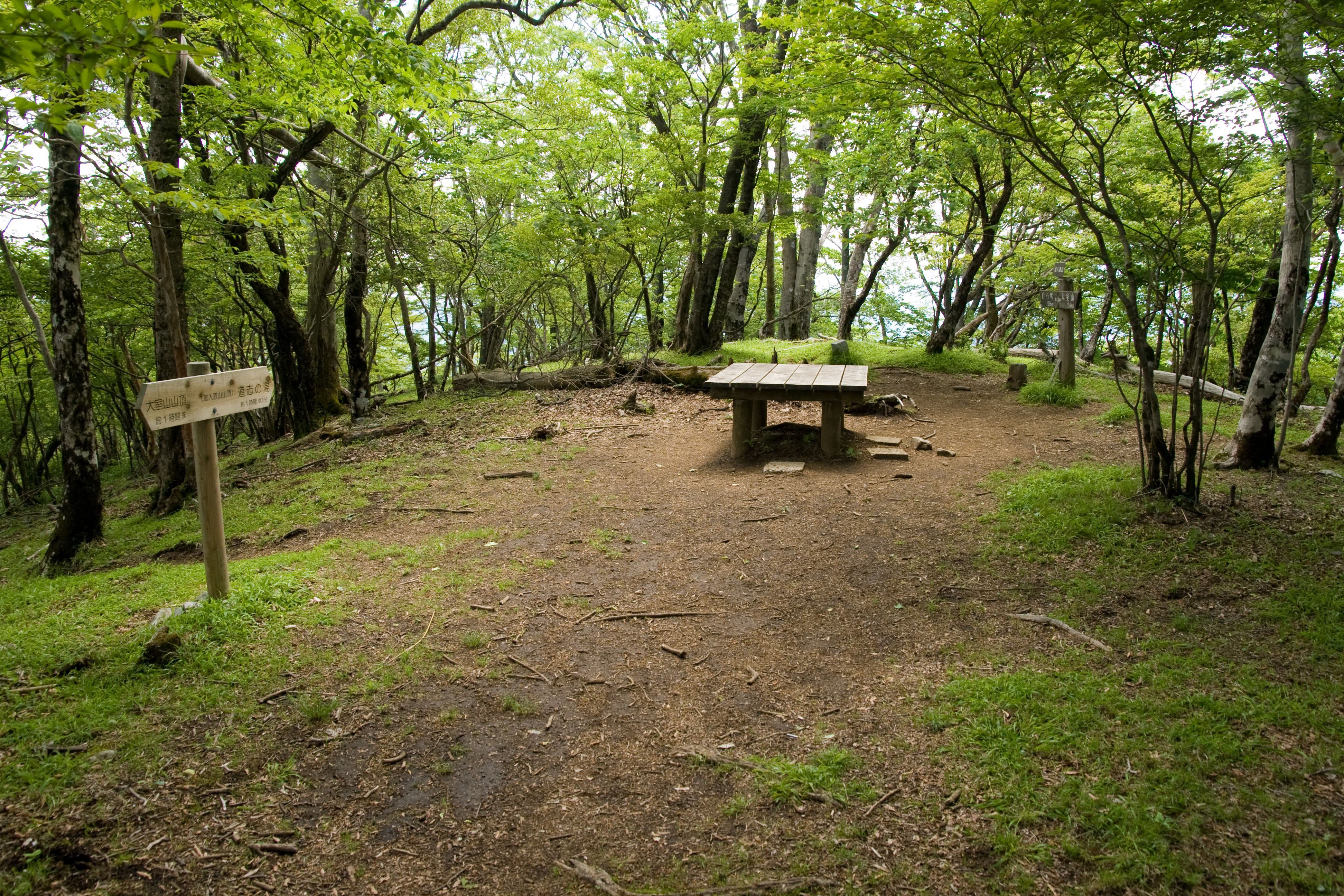
山頂
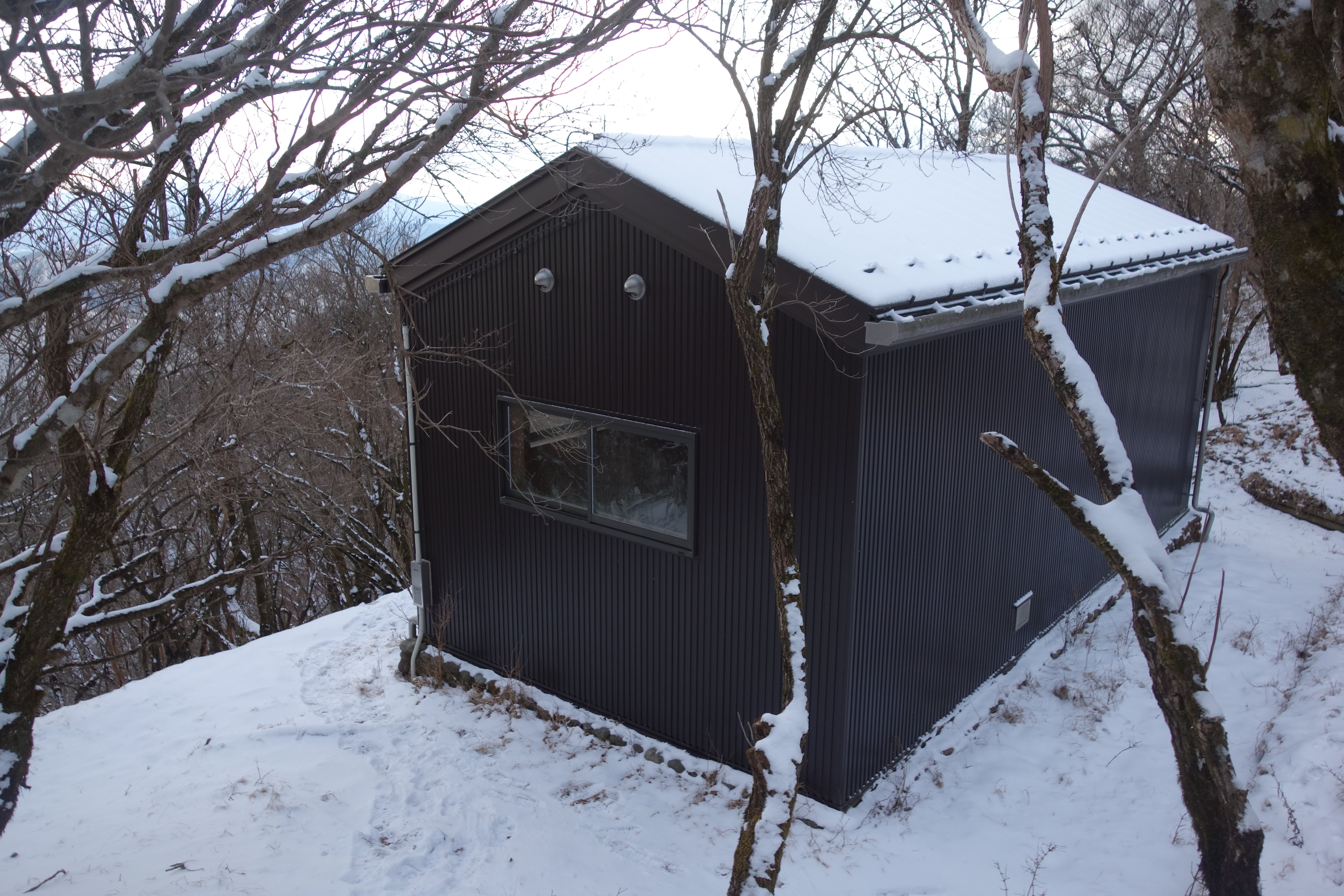
加入道避難小屋
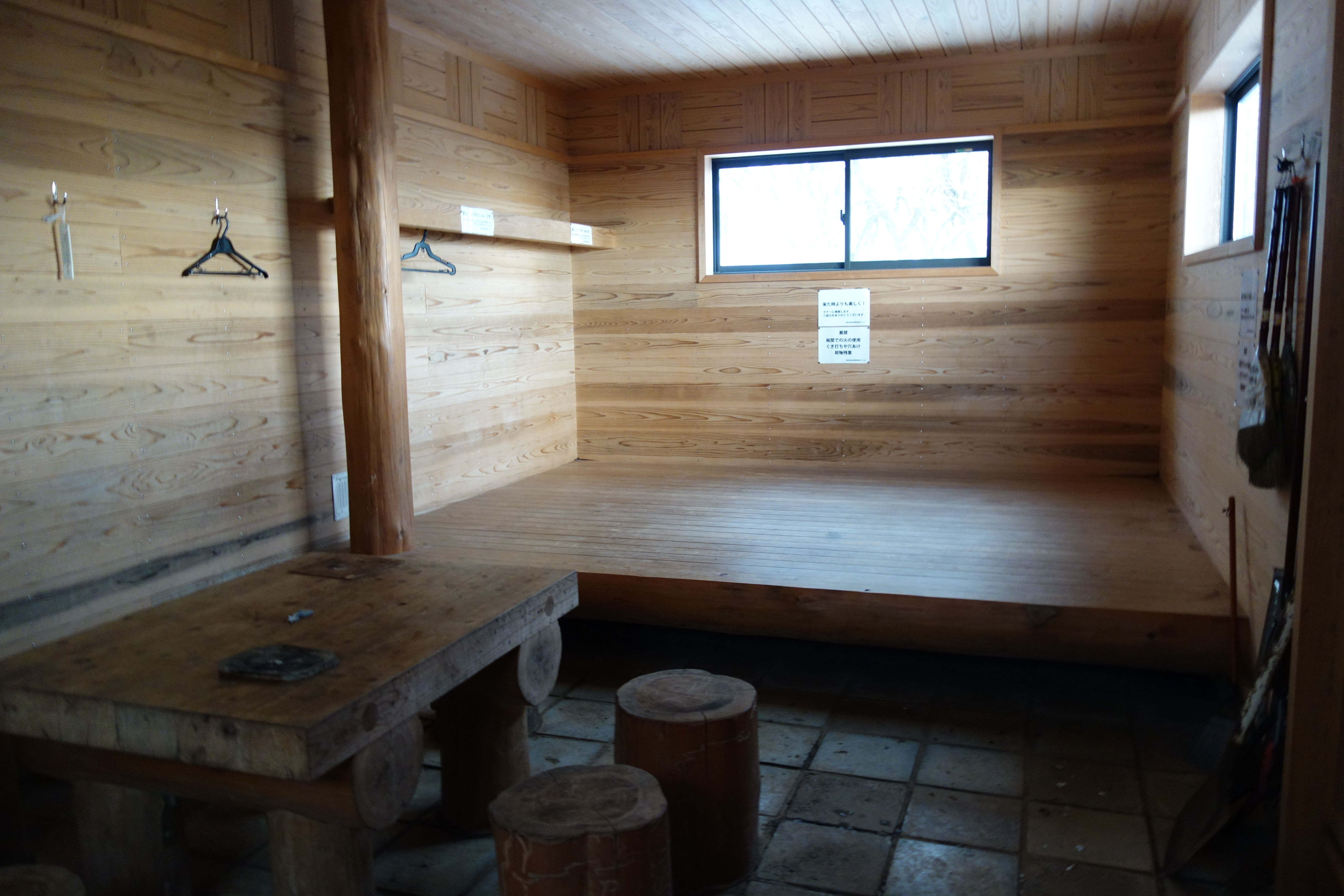
加入道避難小屋内部

## 登山施設
- 加入道避難小屋

## 周辺の山
東
- 前大室
- 大室山

南
- 水晶沢ノ頭
- 畦ヶ丸